# I. Frigyes svéd király
Hesseni Frigyes (németül: Friedrich von Hessen, svédül: Friedrich av Hessen; Kassel, Hessen–Kasseli Tartománygrófság, 1676. április 28. – Stockholm, Svéd Királyság, 1751. március 25.), második feleségét, Ulrika Eleonóra királynőt követvén Svédország királya 1720-tól 1751-es haláláig, valamint apja halálát követően Hessen–Kassel tartománygrófja 1730-tól 1751-ig.

## Ifjúsága
Frigyes I. Károly hessen-kasseli tartománygróf és Amalia von Kurland legidősebb, a felnőttkort megért fia volt. Tizenhat évesen Hollandiában, 19 évesen Olaszországban, később pedig Genfben tanult. A spanyol örökösödési háborúban a Hollandiát segítő hesseni csapatokat vezette. 1703-ban vereséget szenvedett a speyerbachi csatában, de egy évvel később a győztes oldalon vett részt a döntő höchstädti ütközetben. 1706-ban újabb vesztes csatát élt túl Castiglione mellett. Később, Svédországba költözése után 1716-ban és 1718-ban részt vett XII. Károly norvég hadjárataiban.

## Svédország királya
1715-ben másodszor is megnősült és feleségül vette XII. Károly svéd király húgát, Ulrika Eleonórát. Károlyt 1718-ban Fredriksten ostrománál halálos fejlövés érte. Az ostromnál Frigyes is jelen volt és a későbbi mendemondák szerint az ő szárnysegédje lőtte meg a királyt. Ulrika Eleonórát svéd királynővé koronázták, azonban cserébe kénytelen volt egy alkotmányt elfogadni, amely az Államtanács javára csökkentette a királyi hatalmat. 1720-ban a királynő Frigyes javára lemondott a trónról.
Frigyes már felesége uralkodása idején is foglalkozott az állam ügyeivel és eleinte aktív és dinamikus uralkodónak bizonyult. Kedélyes, barátságos és nagylelkű természete népszerűséget is szerzett a számára. Ám az arisztokráciával való folyamatos súrlódások és hatalmának állandó megnyirbálása kedvét szegte, és mikor 1723-ban sikertelenül próbálta megerősíteni a királyi jogköröket, visszahúzódott a politikától. Arra sem vette a fáradságot hogy aláírja a hivatalos okmányokat, ehelyett odapecsételtek az aláírását. Ideje nagy részét vadászattal és szerelmi kalandokkal töltötte. Házassága Ulrika Eleonórával gyermektelen maradt, de hivatalos szeretőjétől, Hedvig Taubétól négy gyereke született.

Svéd területi veszteségek

Uralkodása kezdetén kénytelen volt aláírni a nystadi békét, amely véget vetett a húszéves északi háborúnak. Svédország elvesztette Észtországot, Ingriát és Livóniát és európai nagyhatalomból középhatalommá csúszott vissza.
1723-ban egy nemesi birtokkal jutalmazta a feltaláló Sven Ådermant a muskéták tűzgyorsaságának megnöveléséért.
Későbbi passzivitása miatt elvesztette a népe megbecsülését. Halála után Carl Gustaf Tessin így írt róla: "Frigyes király uralkodása alatt fejlődött a tudomány – ő soha nem vette a fáradságot, hogy elolvasson egy könyvet. A kereskedelem virágzott – ő egy fillérrel nem támogatta. Megépült a stockholmi palota – annyira nem volt rá kíváncsi, hogy megnézze."
Az ő idejében alakult meg az első svédül beszélő színház, de királyi támogatást nem kapott.
Svédországban Frigyes tiltotta be a párbajozást.
1748-ban három új kitüntetést alapított, a Szerafimrendet, a Kardrendet és a Sarkcsillagrendet.

## Hessen-Kassel tartománygrófja
Frigyes 1730-ban édesapjától megörökölte a hesseni tartománygrófi címet, és hesseni kormányzóul Vilmos öccsét nevezte ki. Mint svéd királynak, Frigyesnek viszonylag alacsony, az Államtanács által megkurtított jövedelme volt, ezért 1730-tól fényűző udvarának költségeit a hesseniekkel fizettette ki. Frigyes apja, I. Károly gondos és hosszas munkával virágzó gazdaságot és infrastruktúrát épített ki a hercegségben, többek között a francia hugenották odacsábításával; emiatt különösen nagy volt a kontraszt a tékozló, távoli országban élő utódjával. Frigyes halála után, öccse VIII. Vilmos lett a tartománygróf.
Frigyes 1751. március 25-én halt meg Stockholmban, utóda a svéd trónon a Holstein-Gottorpi házból való Adolf Frigyes lett.

## Családja
Frigyes 1700-ban vette feleségül Luise Dorothea von Brandeburgot, I. Frigyes porosz király lányát, aki azonban öt év múltán meghalt. Házasságuk gyermektelen maradt. Másodszor 1715-ben nősült, ekkor vette feleségül Ulrika Eleonórát, ám gyermekük nem született. 
Hedvig Taubétól négy gyermeke született:
- Fredrika Vilhelmina (1730-1734)
- Fredrik Vilhelm von Hessenstein (1735-1808), Svéd-Pomeránia főkormányzója 1776 és 1791 között
- Karl Edvard von Hessenstein (1737-1769)
- Hedvig Amalia von Hessenstein (1743-1752)

## Fordítás
- Ez a szócikk részben vagy egészben  a   Frederick I of Sweden című angol Wikipédia-szócikk ezen változatának fordításán alapul.  Az eredeti cikk szerkesztőit annak laptörténete sorolja fel. Ez a jelzés csupán a megfogalmazás eredetét és a szerzői jogokat jelzi, nem szolgál a cikkben szereplő információk forrásmegjelöléseként.